# Агьон, Филипп
Филипп Марио Агьон (Агийон; англ.  Philippe Mario Aghion; родился 17 августа 1956, Париж, Франция) — французский экономист, профессор экономики кафедры имени Роберта Ваггонера Гарвардского университета, соавтор модели Бланшара — Агьона и модели Агьона — Ховитта.

## Биография
Родился в семье Габи Агьон (1921—2014) и Раймонда Агьона (1921—2009). Учился в 1976—1980 годах в математическом классе Высшей нормальной школы Кашана. В 1981 году окончил Университет Париж 1 Пантеон-Сорбонна, получив диплом мастера перспективных исследований по математической экономике, а в 1983 году удостоен докторской степени по математической экономике в Сорбонне.
А в 1987 году защитил докторскую степень по экономике в Гарвардском университете.
Преподавательскую деятельность начал в 1987—1989 годах в должности ассистента профессора Массачусетского технологического института. Был сотрудником Наффилд-колледжа при Оксфордском университете в 1992—1996 годах. В 1996—2002 годах полный профессор экономики Университетского колледжа Лондона. В 2000—2002 годах профессор экономики, а с 2002 года профессор экономики кафедры имени Роберта Ваггонера в Гарвардском университете. С 2009 года является также приглашенным профессором Института международных экономических исследований при Стокгольмском университете.
Был заместителем главного экономиста ЕБРР в 1990—1991 годах, координатор исследований ЕБРР в 1992—2000 годах. Был помощником редактором журнала The Review of Economic Studies в 1991—1997 годах, помощником редактора Econometrica в 1992—1995 годах, членом совета Европейской экономической ассоциации в 1995—2000 годах, программным директором Центра исследований экономической политики в 1998—2006 годах.
Является научным сотрудником Национального центра научных исследований с 1989 года, управляющим редактором журнала Economics of Transition с 1992 года, членом Эконометрического общества с 1994 года, редактором Review of Economics and Statistics с 2008 года, член Американской академии искусств и наук с 2009 года, член исполнительного и наблюдательного комитета Cerge-ei с 1991 года, член Центра исследований экономической политики и European Financial Network с 1991 года.
Женат и имеет двух детей.
Награды:
- 1986 — стипендия от фонда Альфреда Слоуна для написания докторской диссертации
- 1995 — Бронзовая медаль Национального центра научных исследований
- 2001 — приз от журнала Revue française d'économie[фр.]
- 2001 — премия Юрьё Яхнссона[англ.] от Европейской Экономической Ассоциации[англ.]
- 2005 — почётный доктор Стокгольмской школы экономики
- 2006 — премия Шумпетера от Международной общества Йозефа Шумпетера
- 2006 — Серебряная медаль Национального центра научных исследований
- 2009 — премия Джона фон Неймана[англ.].
- Erasmus Medal[нем.] (2022)